# Кларк, Лорел
Лорел Блэр Сэлтон Кларк (англ. Laurel Blair Salton Clark; 10 марта 1961, Эймс, Айова, США — 1 февраля 2003, над Техасом) — медик, капитан ВМС США, астронавт НАСА, научный специалист. Погибла в катастрофе шаттла «Колумбия».

## Биография
Лорел Кларк родилась в городе Эймс в 1961 году, своим родным городом она считала Расин (штат Висконсин). В 1979 году она окончила школу имени Уильяма Хорлика в Расине, в 1983 году — получила степень бакалавра по специальности зоология в Висконсинском университете в Мадисоне, в 1987 году успешно окончила докторантуру там же. Лорел Кларк входила в женское сообщество «Гамма Фи Бета» и имела лицензию радиолюбителя, её позывной — KC5ZSU.

### Военная карьера
Ещё во время учёбы Лорел Кларк принимала активное участие в работе отдела медицины погружений (Diving Medicine Department), входящего в United States Navy Experimental Diving Unit — экспериментально-исследовательское подразделение водолазов при ВМС США. Затем она прошла курсы обучения флотского медицинского офицера-подводника в институте подводной медицины в Гротоне, Коннектикут, и офицера-медика-ныряльщика в Панама-Сити, Флорида, получив квалификацию офицера по радиационной безопасности и специалиста по подводной медицине. После обучения Лорел Кларк была назначена главой медицинского отдела 14-й эскадры стратегических подводных лодок США (программа Поларис-Посейдон), базирующейся на Холи-Лох, Шотландия, неоднократно совершала погружения с флотскими ныряльщиками и «морскими котиками», эвакуируя нуждающихся в медицинской помощи моряков с подводных лодок.
После двух лет службы в Шотландии Кларк прошла обучение во Флотском аэрокосмическом медицинском институте в Пенсаколе, штат Флорида, получив квалификацию «Лётный хирург» и назначение в эскадрон морской пехоты AV-8B (VMA 211). Вместе с эскадроном она провела несколько высадок, в том числе и заграничную, в западной части Тихого океана, где в том числе оказывала медицинскую помощь в суровых условиях. Затем были назначения в качестве лётного хирурга в морскую авиагруппу MAG-13 и в эскадрон обучения морских лётчиков VT-86, после чего Кларк была приглашена в НАСА.

### Карьера в НАСА

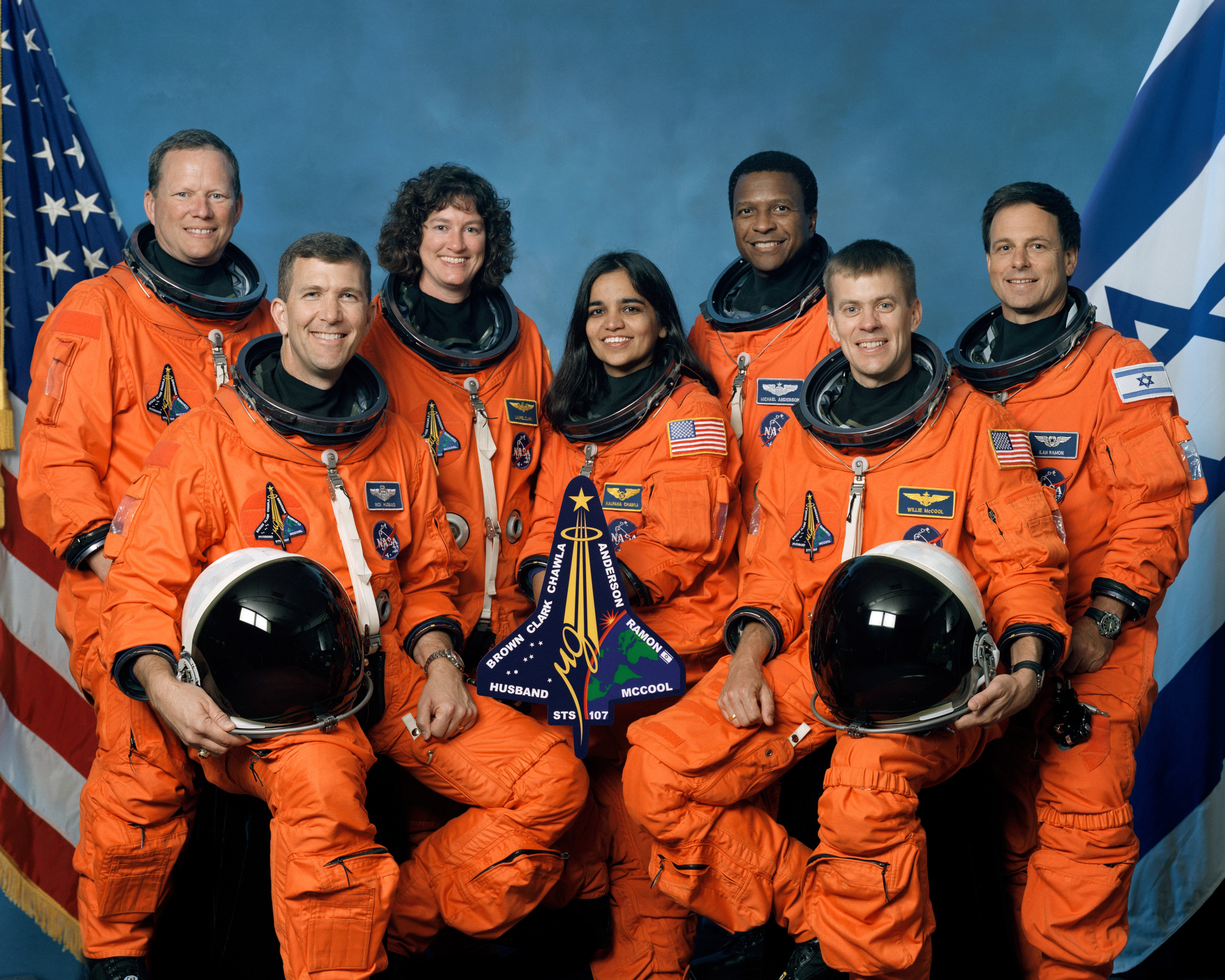
Лорел Кларк (третья слева) в составе экипажа STS-107

Лорел Кларк была зачислена в отряд подготовки астронавтов НАСА в апреле 1996 года, в 1996—1998 годах была приписана к Космическому центру имени Линдона Джонсона, в 1997—2000 годах работала в отделе полезной нагрузки и обитаемости.
В свой единственный космический полёт Лорел Кларк отправилась 16 января 2003 года на борту «Колумбии» в качестве научного специалиста в составе научно-исследовательской миссии STS-107. Эксперименты Кларк относились к биологии — она исследовала развитие растений в невесомости. Полёт продолжался 15 дней, 22 часа и 21 минуту. При возвращении на Землю Лорел Кларк и другие 6 астронавтов погибли в катастрофе шаттла «Колумбия», за 16 минут до расчётного времени посадки. Последним сообщением друзьям и родным от Лорел стало её электронное письмо, отправленное с «Колумбии» за день до гибели.
Похоронена на Арлингтонском национальном кладбище.

## Знаки отличия

### Квалификация
- Знак флотского астронавта[англ.].
- Знак лётного хирурга[англ.].
- Знак медика-ныряльщика[англ.].
- Знак медика-подводника[англ.].

### Награды
- Медаль Министерства обороны США «За выдающуюся службу» (посмертно);
- Медаль за службу на флоте с двумя звёздами (три награды);
- Космическая медаль почёта Конгресса (посмертно);
- Медаль НАСА «За выдающуюся службу» (посмертно);
- Медаль «За космический полёт» (посмертно);
- Медаль за службу национальной обороне;
- Морская нашивка за заграничную военную службу.

## Семья
- Муж, доктор Джонатан Кларк, медик-хирург НАСА, входил в состав комиссии, подготовившей 400-страничный официальный отчёт НАСА о катастрофе «Колумбии»[7].
- Сын — Иэн.

## Память
В честь Лорел Кларк названы:
- астероид (51827) Лорелкларк;
- холм Кларк среди холмов Коламбия в кратере Гусева на Марсе;
- кратер диаметром 16 километров внутри кратера Аполлон на Луне;
- Кларк-холл во Флоридском технологическом институте;
- Мемориальный фонтан в Расине, Висконсин;
- Медицинский центр имени Лорел Кларк и Дэвида Брауна в Naval Aerospace Medical Institute.